# Jovita Jutelytė
Jovita Jutelytė (ur. 9 marca 1971 w Kiejdanach) – litewska koszykarka, występująca na pozycji silnej skrzydłowej, reprezentantka kraju.

## Osiągnięcia
Na podstawie, o ile nie zaznaczono inaczej..

### Drużynowe
- Mistrzyni:
  - Ligi Bałtyckiej (1995)
  - Litwy (1991–1993, 1995, 1996)
- Wicemistrzyni:
  - Ligi Bałtyckiej (1996, 2005)
  - Litwy (2007, 2008)
- Brązowa medalistka mistrzostw Litwy (2004–2007)
- Zdobywczyni Pucharu Litwy (1991, 1992, 1995)
- Uczestniczka międzynarodowych rozgrywek Pucharu Ronchetti (1992/1993)

### Indywidualne
- Krzyż Oficerski Orderu Giedymina (1997)
- Medal Wydziału Wychowania Fizycznego i Sportu Za Zasługi dla Sportu Litewskiego (1998)

### Reprezentacja
- Mistrzyni Europy (1997)
- Uczestniczka:
  - mistrzostw Europy (1995 – 5. miejsce, 1997)
  - kwalifikacji do mistrzostw Europy (1997)